# Ga lăng mộ hoàng gia của vua Suro
Ga lăng mộ hoàng gia của vua Suro (tiếng Hàn: 수로왕릉역; Hanja: 首露王陵驛) là ga của Tuyến BGLRT của Busan Metro ở Oe-dong, Gimhae, Hàn Quốc.

## Liên kết
- (tiếng Hàn) Thông tin ga từ Tổng công ty vận chuyển Busan